# Galicijska bitka
Bitka za Galiciju ili Bitka za Lemberg bila je prva bitka između Ruskog Carstva i Austro-Ugarske na Istočnom bojištu Prvog svjetskog rata. Nazvana Velikom Galicijskom bitkom 1914. ona je bila serija pet velikih bitaka između austrougarske i ruske vojske koje su se odigrale na bojišnicama Galicije i tadašnje Ruske Poljske. Austrougarske su snage bile teško poražene i morale se povući iz Galicije. Ruske su snage zauzele glavni grad Lemberg i većinu teritorija Galicije koji je ostao pod ruskom okupacijom do ljeta 1915. godine. U ovoj su bitki sudjelovali mnogi Hrvati u sastavu austrougarske vojske kao zapovjednici, časnici i vojnici u postrojbama koje su se popunjavale s hrvatskih povijesnih područja. Bila je to ujedno i njihova prva bitka protiv ruske carske vojske u Prvom svjetskom ratu.

## Pozadina
Austrijska je Galicija bila granična zemlja između Ruskog carstva i Austro-Ugarske Monarhije. Prostirala se na području današnje zapadne Ukrajine, južne i jugoistočne Poljske, istočne Češke i sjeverne Slovačke. 1914. godine je njena površina bila 77 300 km2, a broj njenih stanovnika 8 025 675. Glavni grad ove nekadašnje austrijske Galicije je bio Lemberg, današnji Lavov, ukrajinski L'viv. Premda ruralna zemlja siromašnih stanovnika, slabe industrijske proizvodnje i prometne povezanosti, ona je bila bogata sirovinama: naftom, plinom i manganom koji je bio važan sastojak željeza, najbitnije komponente u proizvodnji oružja. Galicija je do 1914. godine bila među prva tri svjetska proizvođača sirove nafte koja se bušila na 160 lokacija diljem Galicije. 
Osim navedenog gospodarskog značenja, Galicija je vojno-strateški predstavljala odskočnu dasku objema stranama za ofenzivne operacije. Ruskoj za ofenzivu na Njemačku s istoka i Austro-Ugarsku sa sjevera, a Austro-Ugarskoj za ofenzivu na Rusiju prema sjeveru, sjeveroistoku ili istoku. Upravo radi toga, Galicija je bila "Zona sudara" dvaju carstava, Ruskog i Austrougarskog, područje na kojem se ova dva carstva sukobljavaju zbog političkih, gospodarskih i vojnih interesa. Radi toga su obje zaraćene strane prije rata izradile opsežne ratne planove za vođenje vojnih operacija u Galiciji. 

## Strateška priprema bitke
Obje su strane za vojna djelovanja u Galiciji namijenile četiri vojske, podijeljene u dvije operativne grupe. Ove su vojske na osnovi ofenzivnih ratnih planova imale zadatak napasti i uništiti protivnika u što je moguće kraćem roku. Potom bi se dio snaga oslobodio za vojna djelovanja na drugim bojišnicama. Ruske protiv Njemačke a Austro-Ugarske protiv Srbije.
Austrougarska strana je svoju 1. i 4. vojsku rasporedila na zapadu Galicije u jednu operativnu grupu a 3. i 2. vojsku na istoku Galicije u drugu. Kako je polovica 2. vojske bila u Srbiji, ispočetka je jezgru 2. vojske činila borbena skupina generala Kovessa. Tek početkom rujna, 2. vojska je bila u punom operativnom sastavu kada su se u bitku konačno uključile postrojbe pridošle iz Srbije.
Zadatak prve grupe (1. i 4. vojska) je bio napadom na sjever u smjeru Siedlitza u Ruskoj Poljskoj uništiti ruske vojske koje su se okupljale u Ruskoj Poljskoj. Njima bi se pridružile i njemačke snage, koje bi sa sjevera, istodobno napale ruske vojske i napredovale prema Siedlitzu.  Zato su ove dvije vojske bile brojčano i materijalno jače od druge dvije austrougarske vojske na istoku Galicije jer su bile ofenzivne pa su trebale jaču udarnu snagu od druge dvije vojske koje su bile defanzivne. 
Zadatak druge grupe (3. i 2. vojske) je bio obrambeni. Ove su dvije vojske na istoku Galicije trebale sačekati ruski napad i po mogućnosti uništiti ruske vojske protunapadima. Međutim, glavni je strateški imperativ bio zaštita napada 1. i 4. vojske, tako da su 3. i 2. vojska samo trebale krenuti u napad u vrlo povoljnim prilikama. Radi toga su bile slabije od 1. i 4. vojske, što se pokazalo fatalnom strateškom pogreškom. 
Ruska je strana prema istoku Galicije grupirala dvije vojske, 8. i 3. Ove su vojske imale zadatak sporo napredovati u unutrašnjost Galicije i vezati glavninu austrougarskih snaga u dugim i iscrpljujućim bitkama. Zbog toga su one bile brojčano jače i materijalno bolje opremljene od druge grupe ruskih vojski koje su raspoređene prema zapadu Galicije. To su bile 4. i 5. vojska. One su bile brojčano manje jer su bile manevarske formacije koje su se trebale brže kretati. One su imale zadatak udariti u leđa austrougarske vojske u Galiciji koje bi se zapetljale u borbama s ruskom 8. i 3. vojskom koje bi ih napale. Tako je ruski operativni plan bio zamišljen na načelu čekića i nakovnja. 4. i 5. vojska bi bile čekić, a 8. i 3. vojska nakovanj na koji bi se razbile austrougarske vojske.
4. kolovoza 1914. Austro-Ugarska je objavila rat Rusiji. Rusija je objavila rat Austro-Ugarskoj dva dana kasnije, 6. kolovoza 1914. Ogromne milijunske vojske je prvo trebalo mobilizirati a potom željeznicom prebaciti na bojište. Austrougarska je planirala u roku 18 dana poslati vojske na bojište, tako da se okupljanje njihovih vojski u Galiciji trebalo dovršiti 22. kolovoza. Nakon toga bi 1. i 4. austrougarska vojska krenule u napad. Rusija je mobilizirala svoje vojske u tri mobilizacijska intervala. Prvi, u kojem bi se mobiliziralo samo vojne okruge koji graniče s Austro-Ugarskom, je trajao 15 dana. Drugi, u kojem bi se mobiliziralo vojne okruge iz središnjeg dijela Rusije i azijskih vojnih okruga, 30 dana i treći, posljednji u kojem se mobiliziralo s dalekih istočnih ruskih područja, 90 dana od početka mobilizacije. Tako je Rusija 21. kolovoza raspolagala sa 1/3 svojih ukupnih snaga, 6. rujna s 1/2 a tek 6. studenog svojom punom vojnom silom.
Radi navedenih mobilizacijskih rokova, bojeći se pune ruske mobilizacije, Austro-Ugarska se odlučila brzo napasti Rusiju, prije negoli sve njene snage stignu na bojište. Po provedenoj punoj mobilizaciji, Rusi bi daleko nadmašili ne samo austrougarske već i zajedničke vojske Austro-Ugarske i Njemačke na Istočnom bojištu, dakle Centralne sile. Zato je general Conrad smatrao kako je najbolja opcija bila početnim napadom uništiti ruske vojske koje se tek okupljaju u Kongresnoj Poljskoj prije dovršetka potpune ruske mobilizacije.
S druge strane, ruski ratni plan se nazivao Plan 18. On je imao dvije inačice. Ratni plan 18A što je bila oznaka za Austriju je bio plan za rat protiv Austro-Ugarske i podrazumijevao mobilizaciju i raspored snaga prema Galiciji. Ratni plan 18G što je bila oznaka za Njemačku (Germania) predviđao je mobilizaciju snaga protiv Njemačke i raspored prema Njemačkoj. Logistički problem je bio istovremeno pokretanje oba ratna plana jer ruske željeznice i brojnost vojski nisu mogle istovremeno prevoziti na dva različita bojišta. Međutim, upravo u ljeto 1914. kada je rat počeo, rusko je vrhovno vojno zapovjedništvo - Stavka - što na ruskom jeziku znači šator, izdala zapovijed da se istovremeno napadnu i Njemačka i Austro-Ugarska. Tako su Rusi prema Njemačkoj rasporedili dvije, a prema Austro-Ugarskoj četiri vojske. Dodatno su se ovim vojskama u borbenim djelovanjima kasnije trebale priključiti još dvije vojske koje bi se ustrojile nakon drugog, odnosno trećeg mobilizacijskog intervala. Jedna se vojska okupljala kod Varšave, a druga na rijeci Njemen.

## Prva faza bitke, 15.-23. kolovoz 1914.
4. kolovoza je Austro-Ugarska objavila rat Rusiji a Rusija uzvratila objavom rata Austro-Ugarskoj dva dana kasnije 6. kolovoza. Prve akcije su započele idućega dana a prvi zabilježeni sukob je bio 10. kolovoza kod Novosjelica, 45 km sjeverno od Krakova, kada su austrougarski konjanici prodrli na ruski teritorij izvršili prepad na ruske predstraže. To su bile početne borbe radi ispitivanja snaga, remećenja dolaska vojnih postrojbi protivnika i izviđanja. Zato se kao početak Galicijske bitke 1914. uzima 15. kolovoz. Tada je 10 austrougarskih konjaničkih divizija s 40.000 borbenih konjanika započelo borbene operacije po Galiciji i Ruskoj Poljskoj. S druge strane, ruske su konjaničke divizije također započele operacije pa je 17. kolovoza došlo do prve bitke između austrougarske 5. Honved konjaničke divizije i ruske 2. kombinirane kozačke konjaničke divizije kod Horodoka u istočnoj Galiciji. Potpomognuti strojnicama i odredom pješaštva, Rusi su odnijeli pobjedu i nanijeli teške gubitke ugarskim domobranskim konjanicima.  
18. kolovoza istočna grupa ruskih vojski počinje svoj napredak u istočnu Galiciju. Do kraja 20. kolovoza, 3. i 8. ruska vojska uspijevaju zauzeti istočni dio Galicije i istjerati austrougarske postrojbe onemogućavajući austrougarskom konjaništvu izviđanje čime bi se steklo znanje o brojnosti i snazi protivnika.  
21. kolovoza 1914. su se kod mjesta Jaroslaviči u istočnoj Galiciji sukobile 4. austrougarska konjanička divizija pod zapovjedništvom generala Edmunda Zarembe i 10. ruska konjanička divizija pod zapovjedništva generala Fjodora Arturoviča Kellera. Konjanici su međusobno krenuli u konjanički juriš jedni na druge s isukanim sabljama i kopljima, kao u prijašnja vremena iz ratne povijesti. Nakon početnog uspjeha i proboja ruskih redova, rusko je konjaništvo prevagnulo na bojišnici, podržano konjaničkim topništvom i strojnicama. Osim toga, ruski su konjanici bili odmorniji i njihovi konji nahranjeni i napojeni, dok su austrougarski konjanici bili premoreni, danima tražeći protivnika po istočnoj Galiciji, a njihovi konji gladni i žedni. Osim bolje pripreme bitke izborom bojišnice, Rusi su bolje koristili kombinaciju vatrenog i hladnog oružja od svojih protivnika. Prije bitke, ruske su topničke i strojničke posade okružile bojišnicu i tako osigurale dominaciju nad terenom i podršku svojim konjanicima u borbi. Na samom kraju konjaničke bitke kod Jaroslaviča je oko 11 sati ujutro toga dana bila potpuna pomrčina sunca. Ona je zabilježena i u Zagrebu člankom u Jutarnjem Listu od idućeg dana, 22. kolovoza 1914. Na bojišnici su se međutim konji prepali a pomrčina spriječila ruske konjanike da krenu u progon poraženog neprijatelja. Neki su ovu pomrčinu protumačili kao simboličan kraj dvaju carstava: Austro-Ugarskog i Ruskog. Ova se konjanička bitka smatra posljednjom klasičnom, pravom konjaničkom bitkom u povijesti. 
Conrad je znao da se glavnina njemačkih snaga nalazi na Zapadnom bojištu zbog njemačke ofenzive na Francusku. Zato nije mogao računati na značajnu njemačku vojnu prisutnost na Istočnom bojištu najmanje idućih šest tjedana. Tako se jedino 8. njemačka vojska rasporedila protiv Rusije na sjevernom dijelu Istočnog bojišta, u Istočnoj Pruskoj. Međutim, Nijemci su u prve dvije manje bitke na Istočnom bojištu protiv 1. ruske vojske generala Rennenkampfa doživjeli poraz kod Stalluponena 17. i Gumbinnena 20. kolovoza 1914. i počeli se povlačiti u unutrašnjost Njemačke. To je značilo da Nijemci neće krenuti prema jugu i udariti u pravcu Siedlitza, ususret 1. i 4. austrougarskoj vojsci. Zato je načelnik glavnog stožera austrougarske vojske Franz Conrad von Hötzendorf 20. kolovoza izdao zapovijed 1. i 4. austrougarskoj vojsci za napad na sjever u smjeru Siedlitza. 1. i 4. austrougarska vojska su krenule prema sjeveru i slijedećeg dana prešle granicu u punom broju s punom ratnom opremom.
Veliki Vojvoda Nikolaj Nikolajevič, ujak ruskog cara Nikole II. imenovan je 2. kolovoza vrhovnim zapovjednikom ruske carske vojske. Nikolajevič je bio blizak francuskim vojnim krugovima i zalagao se za stavljanje težišta vojnih operacija protiv Njemačke, a ne Austro-Ugarke. Dakle, zagovarao je aktivaciju Ratnog plana 18G kojim bi većina ruskih oružanih snaga bila raspoređena prema Istočnoj Pruskoj a ne Galiciji. Međutim, načelnik stožera i zapovjednik Jugozapadnog bojišta Aleksejev i Ivanov su ga uvjerili kako je pobjednička strategija prvo poraziti Austro-Ugarsku a potom Njemačku. Zato je 4. kolovoza aktiviran Ratni plan 18A za rat protiv Austro-Ugarske. To je značilo da se morao promijeniti čitav raspored slanja vojski na bojište željeznicom, što je izazvalo konfuziju. Radi toga je ruska mobilizacija dodatno kasnila. Međutim, Rusi nisu očekivali udar iz zapadne, već iz istočne Galicije iz smjera Lemberga. Na ovom području su pretpostavljali da će se glavnina austrougarskih snaga okupiti, pa je spori dolazak ruskih vojski na područje Ruske Poljske nastavljen. 
Iz toga razloga je istočna grupa ruskih vojski (8. i 3. ruska vojska) započela ofenzivu na Galiciju 18. kolovoza, pet dana ranije od zapadne grupe ruskih vojski (4. i 5.) koja je krenula sa napadom 23. kolovoza i tako se sudarila sa dvije austrougarske vojske koje su im dolazile ususret (1. i 4. austrougarskom vojskom).

## Bitka kod Krasnika, 23. - 25. kolovoz 1914.
23. kolovoza se sukobila sa 4. ruskom vojskom generala Saltze kod Krasnika. 4. ruska vojska generala Saltze se kretala prema jugu, kako bi prema naprijed navedenom planu, zadala udarac u leđa glavnini austrougarskih snaga u središtu Galicije. Bitka susreta između ove dvije vojske na pohodu je počela u ranim jutarnjim satima 23. kolovoza 1914.  

## Ishod
Velika Galicijska bitka 1914. godine je završila ruskom pobjedom. Rusi su osvojili glavni grad Lemberg i okupirali 80% teritorija Galicije. Austrougarska je vojska izgubila nevjerojatnih 450.000 vojnika i časnika, što je bilo više nego cjelokupno mirnodopsko stanje redovne austrougarske vojske. Posebno je bio velik gubitak časnika, tako da su mnoge postrojbe ostale bez vodstva a vojska bez iskusnih profesionalaca. Osim ljudskih žrtava, ogroman je bio gubitak ratnog materijala, opreme i konja. Austrougarska je vojska izgubila 450 topova, od čega je ruska vojska zarobila preko polovice. Posebno je velik bio gubitak ratnog materijala i opreme, pušaka, streljiva, strojnica i minobacača, pa su mnoge postrojbe bile potpuno nesposobne za daljnju borbu. Broj stradalih konja je također bio velik, samo na austrougarskoj strani 250.000, dok su Rusi izgubili oko 100.000 konja su poginuli ili umrli od gladi uslijed ratnih strahota. Ruski su gubitci 250.000 vojnika i časnika i 300 topova, od čega 200 zarobljenih. 
Mimo velikih stradanja i smrtne opasnosti u kojoj se našla austrougarska vojska 11. rujna, ona se uspjela povući na zapadni kraj Galicije i na Karpate i tako izbjeći rusko okruženje i uništenje. Do 26. rujna 1914. se bojišnica stabilizirala. Novi obrambeni položaji su postavljeni na 420 km dugoj bojišnici od rijeke Nide na sjeveru, preko rijeke Biale u zapadnoj Galiciji do Istočnih Karpata. No Rusi su nastavili napade na Karpatima, tako se Borojevićeva 3. austrougarska vojska nastavila neprekidno boriti u krvavim bitkama s Rusima na planinama i spriječila veće ruske upade u Panonsku nizinu.
Rusi su pobjedom u Galiciji kompenzirali dva katastrofalna poraza u Istočnoj Pruskoj. No njihova pobjeda nije bila odlučujuća. Austrougarska vojska nije bila uništena a Austro-Ugarska nije izbačena iz rata. Nestankom bojišta u Galiciji, ruske se vojske nisu oslobodile za ratne operacije protiv Njemačke, kako su Ivanov i Aleksejev zamislili, nagovorivši Velikog vojvodu Nikolajeviča da sa glavninom snaga napadne Austro-Ugarsku a ne Njemačku. Rusi su pobjedom u Galiciji stvorili dobru osnovu za daljnji tijek ooperacija ali ju nisu iskoristili jer su porazima u Istočnoj Pruskoj morali prebaciti težište svojih operacija sjevernije protiv Njemačke i u ključnom trenutku kad se lomila Galicijska bitka sredinom rujna 1914. odustati od progona austrougarske vojske i pokušaja njenog uništenja. 

## Posljedice Galicijske bitke 1914.
Posljedice su bile velike za oba carstva. Vojne, političko-diplomatske, ekonomske i demografske. Prva je bila produženje rata na neizvjesno vrijeme. Izostankom pobjede bilo koje strane, postalo je jasno da rat neće završiti do Božića 1914. godine, kako su generali prije rata očekivali. Vojne su posljedice bile gubitak velikog broja vojnika i časnika što je značajno umanjilo borbenu snagu obje vojske. Ovi se gubitci, bez obzira na velik ljudski potencijal mnogoljudnih carstava kakva su bila Austro-Ugarsko i Rusko, nisu mogli brzo nadoknaditi. Političko-diplomatske posljedice su za Austro-Ugarsku bile gubitak  saveznika. Rumunjska i Italija nisu na njenoj strani ušle u rat protiv Rusije već proglasile trajnu neutralnost. Kako je Austro-Ugarska istovremeno doživjela i poraz u Srbiji, njen se vojni položaj nakon dva mjeseca rata pogoršao do te mjere da bez Njemačke vojne pomoći ne bi mogla nastaviti rat. S druge strane, Rusija je izgubila ugled kod saveznika i dala povoda Turskom carstvu da se još više približi Centralnim silama. Mjesec dana kasnije, Tursko je carstvo napalo Rusiju 29. listopada. Rusija je je 5. studenog 1914. odgovorila objavom rata Turskoj i tako otvorila novo bojište na Crnom Moru i Kavkazu. 
Ekonomske su posljedice bile teže za Austro-Ugarsku Monarhiju nego Rusiju. Gubitkom Galicije, izgubljeni su bogati izvori nafte i plina. Proizvodnja hrane za austrijski dio Monarhije je poremećena. Iz Galicije je prognano oko milijun stanovnika čime je izazvana humanitarna kriza. Poremećena je trgovina, industrijska i energetska proizvodnja a moral vojske je pao radi stravičnih žrtava i katastrofalnih poraza. U ruskoj vojsci je također pao moral jer se vidjelo da ruska vojska ne može poraziti austrougarsku vojsku koja se smatrala inferiornom i zastarjelom. Velik broj ranjenika i poginulih je također negativno odjeknuo u unutrašnjosti Rusije kada su bolnice postale pune ranjenika a rat nije brzo okončan, kako je građanstvu i brojnim ruskim seljacima koji su dali svoju stoku i konje za vojsku obećano. Najgora je posljedica bila uništenje stoljetnog mirnog, multietničkog i multikulturnog života na tlu Galicije u kojoj su skladno do rata živjeli Poljaci, Ukrajinci, Židovi, Nijemci i Rusi. 

## Borbeni poredak

### Ruske snage
Vrhovni zapovjednik: Veliki vojvoda Nikolaj Nikolajevič.
Načelnik glavnog stožera: Nikolaj Nikolajevič Januškevič.
Glavni intendant: Jurij Danilov.
Rusko jugozapadno bojište. Zapovjednik - Nikolaj Ivanov. Načelnik stožera Jugozapadnog bojišta - Mikhail Aleksejev.
- 4. ruska vojska. Zapovjednik - Anton von Saltza. Zamijenio ga Aleksej Evert nakon bitke za Krasnik.
  - Grenadirski zbor
  - XIV. zbor
  - XVI. zbor
- 5. ruska vojska. Zapovjednik - Pavel Plehve
  - V. zbor
  - XVII. zbor
  - XIX. zbor
  - XXV. zbor
- 3. ruska vojska. Zapovjednik - Nikolaj Ruzsky. Od 3. rujna 1914. Radko Dimitriev.
  - IX. zbor
  - X. zbor
  - XI. zbor
  - XXIV. zbor
- 8. ruska vojska. Zapovjednik - Aleksej Brusilov
  - VII. zbor
  - VIII. zbor
  - XII. zbor
  - XXIV. zbor
- Od 4. rujna 1914. 9. ruska vojska. Zapovjednik

### Austrougarske snage
Vrhovni zapovjednik: Nadvojvoda Eugen Austrijski.
Načelnik glavnog stožera: Franz Xaver Conrad von Hötzendorf
- Vojna grupa Kummer Zapovjednik - Heinrich Kummer
  - 7. konjanička divizija
  - Pučko-ustaška
- 1. austrougarska vojska. Zapovjednik - Viktor Dankl
  - I. zbor (Krakov) - 5. i 46. pješačka divizija
  - V. zbor (Bratislava) - 14. i 33. pješačka divizija, 37. Honved divizija. Zapovjednik Pavao Puhallo.
  - X. zbor (Przemysl) - 2. i 24. pješačka divizija, 45. Landwehr divizija. Zapovjednik 2. pješačke divizije Anton Lipošćak, zapovjednik 45. Landwehr divizije Stjepan Ljubičić.
  - 12. pješačka divizija
  - 3. konjanička divizija
  - 9. konjanička divizija
- 4. austrougarska vojska. Zapovjednik - Moritz Auffenberg
  - II. zbor (Beč) - 4., 13. i 25. pješačka divizija
  - VI. zbor (Košice) - 15. i 27. pješačka divizija, 39. Honved divizija. Zapovjednik Svetozar Borojević (4. kolovoza - 4. rujna 1914.)
  - IX. zbor (Litomerice) – 10. i 26. pješačka divizija
  - XVII. zbor (ustrojen 5. kolovoza 1914.) – 19. pješačka divizija, 6. konjanička divizija, 10. konjanička divizija
- 3. austrougarska vojska. Zapovjednik — Rudolf Brudermann (4. kolovoza - 4. rujna 1914.). Svetozar Borojević  (4. rujna 1914. - 23. svibnja 1915.)
  - XI. zbor (Lavov) – 30. pješačka divizija
  - XIV. zbor (Innsbruck) – 3., 8. i 44. pješačka divizija
  - 23. pješačka divizija
  - 41. pješačka divizija
  - 2. konjanička divizija (Načelnik stožera August Marić).
  - 4. konjanička divizija
- Vojna grupa Kövess. Od 28. kolovoza 1914. 2. austrougarska vojska
  - III. zbor (Grac) – 6. i 28. pješačka divizija, 22. Landwehr divizija.
  - IV. zbor (Budimpešta)
  - VII. zbor (Temišvar)
  - XII. zbor (Sibiu) – 16. i 35. pješačka divizija, 38. Honved divizija.
  - 11. pješačka divizija
  - 43. Landwehr divizija
  - 20. pješačka divizija
  - 1. konjanička divizija
  - 5. konjanička divizija
  - 8. konjanička divizija